# Адміністративний поділ СРСР

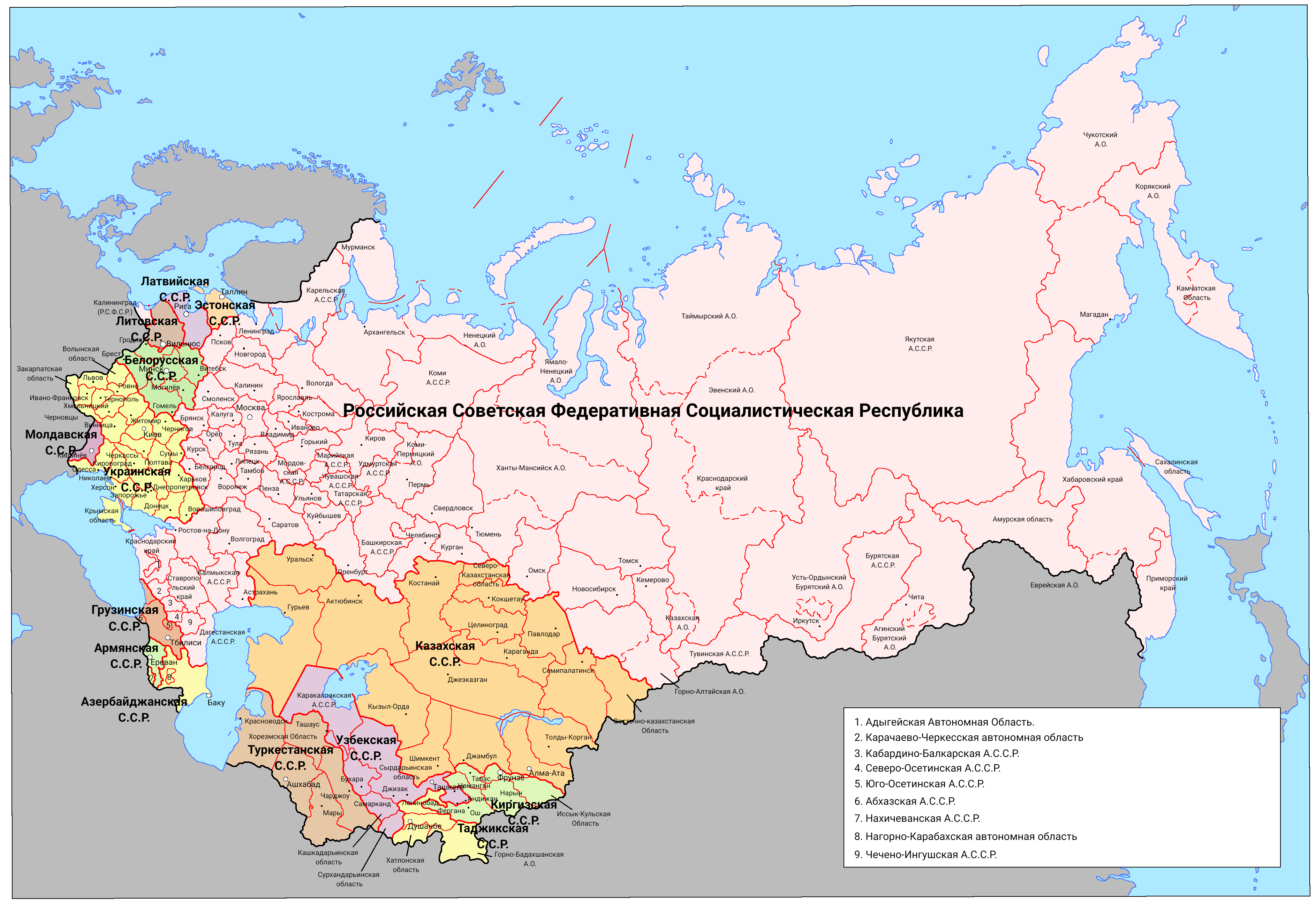
Адміністративний поділ станом на 1989 рік

Радянський Союз — де-юре федеративна держава, що складалася з 15 республік. СРСР був найбільшою державою світу за площею, його територія станом на серпень 1991 року становила 22,4 млн км².

## Загальна структура
Стаття 70 Конституції СРСР 1977 року свідчила: 
Союз Радянських Соціалістичних Республік — єдина союзна багатонаціональна держава, утворена на основі принципу соціалістичного федералізму, в результаті вільного самовизначення націй і добровільного об'єднання рівноправних Радянських Соціалістичних Республік.
СРСР уособлює державну єдність радянського народу, згуртовує всі нації і народності з метою спільного будівництва комунізму.
Таким чином, СРСР складався з союзних Радянських Соціалістичних Республік, які, в свою чергу, мали різноманітний адміністративно-територіальний поділ.
Великі республіки ділилися на області. Латвійська, Литовська, Естонська, Молдавська і Вірменська РСР станом на 1985 рік обласного поділу не мали.
До складу найбільшої за територією союзної республіки — РРФСР, також входили краї, а до складу країв — автономні області. До складу областей і країв РРФСР також входили національні округи (згодом іменувалися автономними округами).
До складу деяких союзних республік (РРФСР, Українська РСР, Грузинська РСР, Азербайджанська РСР, Узбецька РСР, Таджицька РСР) у різний час входили Автономні Радянські Соціалістичні Республіки (АРСР) і автономні області.
Всі вищевказані адміністративно-територіальні одиниці ділилися на райони і міста обласного, крайового і республіканського підпорядкування.
Адміністративний поділ на 1987 рік
| №  | Прапор | Назва (роки існування)                                                                                       | Площа (км²) | Населення (1 січня 1987) | Столиця  | Склад                                                                                   | Докладніше |
| -- | ------ | --- | ----------- | ------------------------ | -------- | --------------------------------------------------------------------------------------- | ---------- |
| 1  |        | Азербайджанська Радянська Соціалістична Республіка (1920—1991)                                               | 86600       | 6811000                  | Баку     | 1 АРСР, 1 АО, 61 район                                                                  | докладніше |
| 2  |        | Білоруська Радянська Соціалістична Республіка (1919—1991) біл. Беларуская Савецкая Сацыялістычная Рэспубліка | 207600      | 10078000                 | Мінськ   | 6 областей                                                                              | докладніше |
| 3  |        | Вірменська Радянська Соціалістична Республіка (1920—1991)                                                    | 29800       | 3412000                  | Єреван   | 37 районів                                                                              | докладніше |
| 4  |        | Грузинська Радянська Соціалістична Республіка (1921—1991)                                                    | 69700       | 5266000                  | Тбілісі  | 2 АРСР, 1 АО, 65 районів                                                                | докладніше |
| 5  |        | Естонська Радянська Соціалістична Республіка (1940—1991)                                                     | 45100       | 1556000                  | Таллінн  | 15 районів                                                                              | докладніше |
| 6  |        | Казахська Радянська Соціалістична Республіка (1936—1991)                                                     | 2717300     | 16244000                 | Алма-Ата | 19 областей                                                                             | докладніше |
| 7  |        | Киргизька Радянська Соціалістична Республіка (1936—1991)                                                     | 198500      | 4143000                  | Фрунзе   | 4 області, 9 районів                                                                    | докладніше |
| 8  |        | Латвійська Радянська Соціалістична Республіка (1940—1990)                                                    | 64589       | 2647000                  | Рига     | 26 районів                                                                              | докладніше |
| 9  |        | Литовська Радянська Соціалістична Республіка (1940—1991)                                                     | 65200       | 3641000                  | Вільнюс  | 44 райони                                                                               | докладніше |
| 10 |        | Молдавська Радянська Соціалістична Республіка (1940—1991)                                                    | 33843       | 4185000                  | Кишинів  | 40 районів                                                                              | докладніше |
| 11 |        | Російська Радянська Федеративна Соціалістична Республіка (1917—1991)                                         | 17075400    | 145311000                | Москва   | 16 АРСР, 5 АО, 10 автономних округів, 6 країв, 49 областей                              | докладніше |
| 12 |        | Таджицька Радянська Соціалістична Республіка (1929—1991)                                                     | 143100      | 4807000                  | Душанбе  | 1 АО, 3 області, 8 районів                                                              | докладніше |
| 13 |        | Туркменська Радянська Соціалістична Республіка (1924—1991)                                                   | 488100      | 3361000                  | Ашгабад  | 5 областей                                                                              | докладніше |
| 14 |        | Узбецька Радянська Соціалістична Республіка (1924—1991)                                                      | 447400      | 19026000                 | Ташкент  | 1 АРСР, 12 областей                                                                     | докладніше |
| 15 |        | Українська Радянська Соціалістична Республіка (1919—1991)                                                    | 603628      | 51201000                 | Київ     | 25 областей                                                                             | докладніше |
|    |        | Союз Радянських Соціалістичних Республік (1923—1991)                                                         | 22403000    | 281689000                | Москва   | 15 республік, 20 АРСР, 8 АО, 10 автономних округів, 6 країв, 123 області, 3 255 районів |            |

## Історія

### Адміністративний поділ на1926рік
| № | Прапор | Назва (роки існування)                                                 | Площа (км²) | Населення | Столиця    | Склад                                                           | Докладніше |
| - | ------ | ---------------------------------------------------------------------- | ----------- | --------- | ---------- | --------------------------------------------------------------- | ---------- |
| 1 |        | Радянська Соціалістична Республіка Білорусь (1919—1991)                | 150000      | 4983240   | Мінськ     | 12 округів                                                      | докладніше |
| 2 |        | Закавказька Соціалістична Федеративна Радянська Республіка (1922—1936) | 186100      | 5861600   | Тбілісі    | 4 РСР, 2 АРСР, 2 АО                                             | докладніше |
| 3 |        | Російська Соціалістична Федеративна Радянська Республіка (1917—1991)   | 19946900    | 100623000 | Москва     | 9 АРСР, 12 АО, 6 країв, 49 областей                             | докладніше |
| 4 |        | Туркменська Соціалістична Радянська Республіка (1924—1991)             | 488100      | 998000    | Полторацьк | —                                                               | докладніше |
| 5 |        | Узбецька Радянська Соціалістична Республіка (1924—1991)                | 425600      | 5270200   | Самарканд  | 1 АРСР                                                          | докладніше |
| 6 |        | Українська Соціалістична Радянська Республіка (1919—1991)              | 452000      | 29018187  | Харків     | 40 округ                                                        | докладніше |
|   |        | Союз Радянських Соціалістичних Республік (1923—1991)                   | 21648700    | 147013600 | Москва     | 6 республік СРСР, 4 РСР, 12 АРСР, 14 АО, 52 округи УРСР та БРСР |            |

Площа радянських республік на 1926 рік подана приблизно.
27 жовтня 1924 року створені Туркменська РСР (столиця — Полторацьк) та Узбецька РСР (столиця — Самарканд)
5 грудня 1929 року створена Таджицька РСР (столиця — Сталінабад)
5 грудня 1936 року (час ухвалення нової Конституції СРСР) створені Казахська РСР (столиця — Алма-Ата), Киргизька РСР (столиця — Фрунзе), ЗРФСР було скасовано і кожна з трьох радянських республік, що утворювали ЗРФСР (Грузинська РСР, Азербайджанська РСР, Вірменська РСР), набула членства в СРСР.

### Адміністративний поділ на1939рік
| №  | Прапор | Назва (роки існування)                                               | Площа (км²) | Населення | Столиця    | Склад                                                                                      | Докладніше |
| -- | ------ | -------------------------------------------------------------------- | ----------- | --------- | ---------- | ------------------------------------------------------------------------------------------ | ---------- |
| 1  |        | Азербайджанська Радянська Соціалістична Республіка (1920—1991)       | 86600       | 3205150   | Баку       | 1 АРСР, 1 АО                                                                               | докладніше |
| 2  |        | Білоруська Радянська Соціалістична Республіка (1919—1991)            | 150000      | 5568994   | Мінськ     | 5 областей                                                                                 | докладніше |
| 3  |        | Вірменська Радянська Соціалістична Республіка (1920—1991)            | 29800       | 1282338   | Єреван     | 37 районів                                                                                 | докладніше |
| 4  |        | Грузинська Радянська Соціалістична Республіка (1921—1991)            | 69700       | 3540023   | Тбілісі    | 2 АРСР, 1 АО                                                                               | докладніше |
| 5  |        | Казахська Радянська Соціалістична Республіка (1936—1991)             | 2717300     | 6151102   | Алма-Ата   | 11 областей                                                                                | докладніше |
| 6  |        | Киргизька Радянська Соціалістична Республіка (1936—1991)             | 198500      | 1458213   | Фрунзе     | 5 областей                                                                                 | докладніше |
| 7  |        | Російська Радянська Федеративна Соціалістична Республіка (1917—1991) | 17075400    | 109397463 | Москва     | 17 АРСР, 6 АО, 7 національних округів, 6 країв, 35 областей                                | докладніше |
| 8  |        | Таджицька Радянська Соціалістична Республіка (1929—1991)             | 143100      | 1484440   | Сталінабад | 1 АО, 4 області                                                                            | докладніше |
| 9  |        | Туркменська Радянська Соціалістична Республіка (1924—1991)           | 488100      | 1251883   | Ашгабад    | 6 областей                                                                                 | докладніше |
| 10 |        | Узбецька Радянська Соціалістична Республіка (1924—1991)              | 447400      | 6217269   | Ташкент    | 1 АРСР, 5 областей                                                                         | докладніше |
| 11 |        | Українська Радянська Соціалістична Республіка (1919—1991)            | 452000      | 30946218  | Київ       | 1 АРСР, 15 областей                                                                        | докладніше |
|    |        | Союз Радянських Соціалістичних Республік (1923—1991)                 | 22403000    | 170557093 | Москва     | 11 республік, 20 АРСР, 8 автономних областей, 7 національних округів, 6 країв, 86 областей |            |

У 1940 році створені Естонська РСР, Карело-Фінська РСР (ліквідована у 1956 році), Латвійська РСР, Литовська РСР та Молдавська РСР.

### Хронологія розширення території та змін адміністративного поділу
До складу СРСР увійшли:
- за Договором про утворення СРСР 30 грудня 1922 року) — РРФСР, Українська РСР, Білоруська РСР, Закавказька Радянська Федеративна Соціалістична Республіка;
- 1924 — Узбецька РСР, Туркменська РСР (утворені з Туркестанської АРСР, що входила до складу РРФСР);
- 1929 — Таджицька РСР (утворена з Таджицької АРСР, що входила до складу Узбецької РСР);
- 1936 — Казахська РСР, Киргизька РСР (утворені з Казахської АРСР і Киргизької АРСР, що входили до складу РРФСР); Грузинська РСР, Азербайджанська РСР, Вірменська РСР (входили до складу ЗСФСР, скасованої в цьому ж році);
- 1939 — до складу УРСР були приєднані західні області з 7 мільйонами мешканців.
- 1940 — Молдавська РСР (утворена з частини Молдавської АРСР, що входила до складу УРСР, і частини території, переданої СРСР Румунією), Латвійська РСР, Литовська РСР, Естонська РСР (колишні незалежні Латвія, Литва та Естонія) і Карело-Фінська РСР (утворена з Карельської АРСР, що входила до складу РРФСР і частини території Фінляндії, приєднаної після Радянсько-фінської війни); до складу УРСР увійшли Чернівецька і Аккерманська області, утворені з частин переданої Румунією території.
- 1944 — до складу РРФСР увійшла Тувинська АО (до цього — формально незалежна Тувинська Народна Республіка).
- 1945 — до складу РРФСР увійшла Калінінградська область (до цього — Східна Пруссія), а до складу УРСР — Закарпатська область, передана Чехословаччиною.
- 1946 — в результаті Другої світової війни до складу РРФСР увійшли південна частина острова Сахалін і Курильські острови, які раніше належали Японії.
- 1954 — зі складу РРФСР до складу УРСР перейшла Кримська область.
- У 1956 році Карело-Фінська РСР була скасована, а її територія знову включена до складу РРФСР як Карельська АРСР.
- 6 вересня 1991 року Верховна рада СРСР визнала незалежність Латвії, Литви та Естонії.